# موش زمستان‌خواب ژاپنی
موش زمستان‌خواب ژاپنی (نام علمی: Glirulus japonicus) نام یک گونه از تیره موش زمستان‌خواب است.